# Mieczysław Agafon
Mieczysław Stanisław Agafon (ur. 18 listopada 1971 w Trzebini) – polski piłkarz występujący na pozycji pomocnika, trener.

## Kariera piłkarska
Grał przede wszystkim na Górnym Śląsku i w jego bliskim sąsiedztwie – w Górniku Zabrze, Odrze Wodzisław Śląski, GKS Katowice, Koszarawie Żywiec, Podbeskidziu Bielsko-Biała czy Ruchu Radzionków. Najlepszy okres w swojej karierze spędził w Górniku, w którym rozegrał 184 ligowe spotkania i zdobył 18 bramek. W ekstraklasie grał jeszcze w barwach Petra/Orlenu Płock oraz Katowic. Profesjonalną karierę zakończył po rundzie jesiennej sezonu 2004/05.
W 1994 reprezentował Polskę w zespole do lat 21.

## Kariera trenerska
Pracę trenera rozpoczął w Tęczy Wielowieś, z którą wywalczył awans do klasy okręgowej.
W grudniu 2010 został ogłoszony skautem Górnika Zabrze.
W latach 2014–2015 był asystentem trenera Energetyka ROW Rybnik.

## Udział w aferze korupcyjnej
W lutym 2021 Komisja Dyscyplinarna Polskiego Związku Piłki Nożnej, po rozpoznaniu spraw dotyczących korupcji ukarała Agafona czteroletnią dyskwalifikacją.